# Ketamina
La ketamina è una sostanza appartenente alla classe delle arilcicloexilamine con effetti analgesici, dissociativi e anestetici. Inizialmente sintetizzata nel 1962 dal chimico Calvin Stevens per la compagnia farmaceutica Parke-Davis, è utilizzata sin dagli anni ’70 come anestetico generale in medicina umana e veterinaria.
Agisce prevalentemente come antagonista non competitivo del recettore NMDA (N-metil-D-aspartato), modulando la trasmissione glutammatergica e inducendo, a seconda dei dosaggi, sedazione, analgesia, stati alterati di coscienza e distorsioni percettive senza tuttavia influenzare significativamente altre funzioni, in particolare quella respiratoria. 
A dosi subanestetiche, è utilizzata a scopo ricreativo per via dei suoi effetti dissociativi e allucinogeni. Inserita nella Tabella I della Convenzione delle Nazioni Unite del 1971 sulle sostanze psicotrope, la ketamina è soggetta a restrizioni variabili a livello internazionale, ma continua ad essere impiegata legalmente in ambito medico.
Negli ultimi due decenni ha suscitato crescente interesse per il suo rapido effetto antidepressivo in pazienti con depressione resistente e disturbi dell’umore. A marzo 2019 l'ente del farmaco statunitense (FDA) e in seguito anche quello Europeo (EMEA), ha approvato una formulazione di spray nasale a base di un suo enantiomero a basse dosi, l’esketamina, per il trattamento della depressione in pazienti con patologia resistente ad altri trattamenti. È in sperimentazione per i trattamento di diverse altre patologie psichiatriche, tra cui disturbo da stress post-traumatico (PTSD), ansia e disturbi dell'umore, disturbo bipolare e dipendenze.
È commercializzata dalla società farmaceutica Parke-Davis con il nome di Ketalar, e da altre società con i nomi di Ketanest e Ketaset. La ketamina è segnalata dalla World Health Organization nel suo Listino dei medicinali essenziali, una lista che elenca i farmaci efficaci e sicuri indispensabili ad un ospedale.

## Chimica
La Ketamina è un composto appartenente alla classe delle arilcicloesilammine, caratterizzate cioè da due anelli (uno saturo ed uno aromatico) che presentano un gruppo amminico. È un composto chirale e la maggior parte delle preparazioni farmaceutiche di Ketamina sono racemiche, anche se alcune marche vantano differenze di proporzioni tra gli enantiomeri. L'enantiomero farmacologicamente più attivo è la (S)-ketamina.
Alla stessa famiglia di composti appartiene la fenciclidina, un composto utilizzato precedentemente alla commercializzazione della ketamina come anestetico generale, rispetto alla quale presenta maggiori effetti collaterali (la fenciclidina può infatti causare psicosi e reazioni violente) e una durata d'azione maggiore (45 minuti-1 ora) che lo rendevano meno maneggevole dal punto di vista medico ma che gli avevano fatto guadagnare notorietà come stupefacente con il nome di polvere d'angelo.

## Farmacocinetica
Dopo somministrazione per via parenterale (endovenosa ed intramuscolare), la ketamina viene rapidamente assorbita e si distribuisce ampiamente nei tessuti biologici. La ketamina non si lega in quantità apprezzabile alle proteine sieriche. Il farmaco viene escreto prevalentemente per via urinaria (tra l'85% ed il 95%), sia in forma immodificata che come metaboliti.

## Farmacodinamica
La ketamina presenta un'azione anestetica generale, di tipo non barbiturico, con una rapida velocità di azione. Nell'uomo, quando somministrato per via endovenosa ed al dosaggio di 1 mg/kg, provoca analgesia e anestesia nel giro di 30 secondi; lo stato anestetico perdura per un tempo variabile da 3 a 25 minuti e non comporta depressione respiratoria o alterazione dei riflessi delle vie aeree. Come evidenziato anche attraverso gli animali da esperimento, produce un'azione per lo più catalettica e anestetica piuttosto che sedativa e ipnotica. Ketamina determina quindi un'anestesia dissociativa, in quanto ha effetti depressivi sul sistema talamo-corticale e attivanti il sistema limbico e la formazione reticolare.
L'azione analgesica ed anestetica della ketamina è stata messa in relazione con l'attività di blocco del recettore NMDA. Si ipotizza che lo stesso meccanismo sia alla base dell'effetto antidepressivo della molecola. Tuttavia, uno studio condotto su modello murino presentato nell'ottobre 2015, e pubblicato su Nature nel maggio 2016, ha trovato che la sua attività farmacologica, almeno nei topi, non è determinata dall'inibizione del recettore NMDA, ma, piuttosto, da un'attivazione sostenuta di un diverso recettore del glutammato, il recettore AMPA, da parte del metabolita (2R,6R)-idrossinorketamina. Nei fatti, quindi, l'azione dell'idrossinorketamina, nel modello murino, è dovuta alla stimolazione di un recettore del glutammato (il recettore AMPA) piuttosto che a un'inibizione di un recettore (il recettore NMDA). Dallo studio non è ancora emerso se tale stimolazione sia effetto diretto o indiretto dell'azione del metabolita.
Nello stesso studio, inoltre, l'idrossinorketamina ha mostrato effetti antidepressivi senza esibire alcuno degli effetti collaterali di norma associati al trattamento farmacologico con ketamina.
La ketamina ad alte dosi, sufficienti a determinare attività anestetica nelle cellule di neuroblastoma umano in coltura, è in grado di legarsi ai recettori per gli oppiacei di tipo μ, tuttavia in assenza di attività agonista. La ketamina interagisce con i recettori muscarinici, con le vie discendenti del dolore monoamminergiche e con i canali del calcio voltaggio-dipendenti.
La ketamina ha un'azione broncodilatatrice e tende ad aumentare la pressione arteriosa e la frequenza cardiaca. Gli effetti sulla respirazione, particolarmente nella fase iniziale, sono invece di tipo depressivo. La ketamina determina un'anestesia dissociativa, in quanto ha effetti depressivi sul sistema talamo-corticale e attivanti il sistema limbico e la formazione reticolare.
Sia nell'animale sia nell'uomo la ketamina ha dimostrato un'azione anticonvulsivante. Il farmaco determina un aumento del consumo cerebrale di ossigeno, con incremento del flusso cerebrale, una riduzione della resistenza vascolare cerebrale. Aumenta, inoltre, la pressione del liquido cefalorachidiano. Di conseguenza, aumenta la frequenza respiratoria (ma non nei piccoli roditori), il tono simpatico e le secrezioni delle vie aeree. Riguardo all'apparato cardio-vascolare induce aumento della pressione arteriosa, della gittata cardiaca e della contrattilità miocardica: per tale caratteristica (azione cronotropa e inotropa positiva) viene raccomandato come farmaco induttore dell'anestesia generale nei pazienti in grave stato di shock (soprattutto nei soggetti in shock emorragico).
Nel ratto la DL50 ammonta a 58 mg/kg per via venosa, 223 mg/kg per via intraperitoneale e 446 mg/kg per via orale. In esperimenti su topi da laboratorio è stato riscontrato che la ketamina può danneggiare il sistema nervoso centrale dei topi, causando la cosiddetta lesione di Olney (vacuolizzazione neuronale), che però compare, al contrario di altre sostanze antagoniste dei recettori NMDA, solo ad alti dosaggi (40 mg/kg).

## Usi clinici

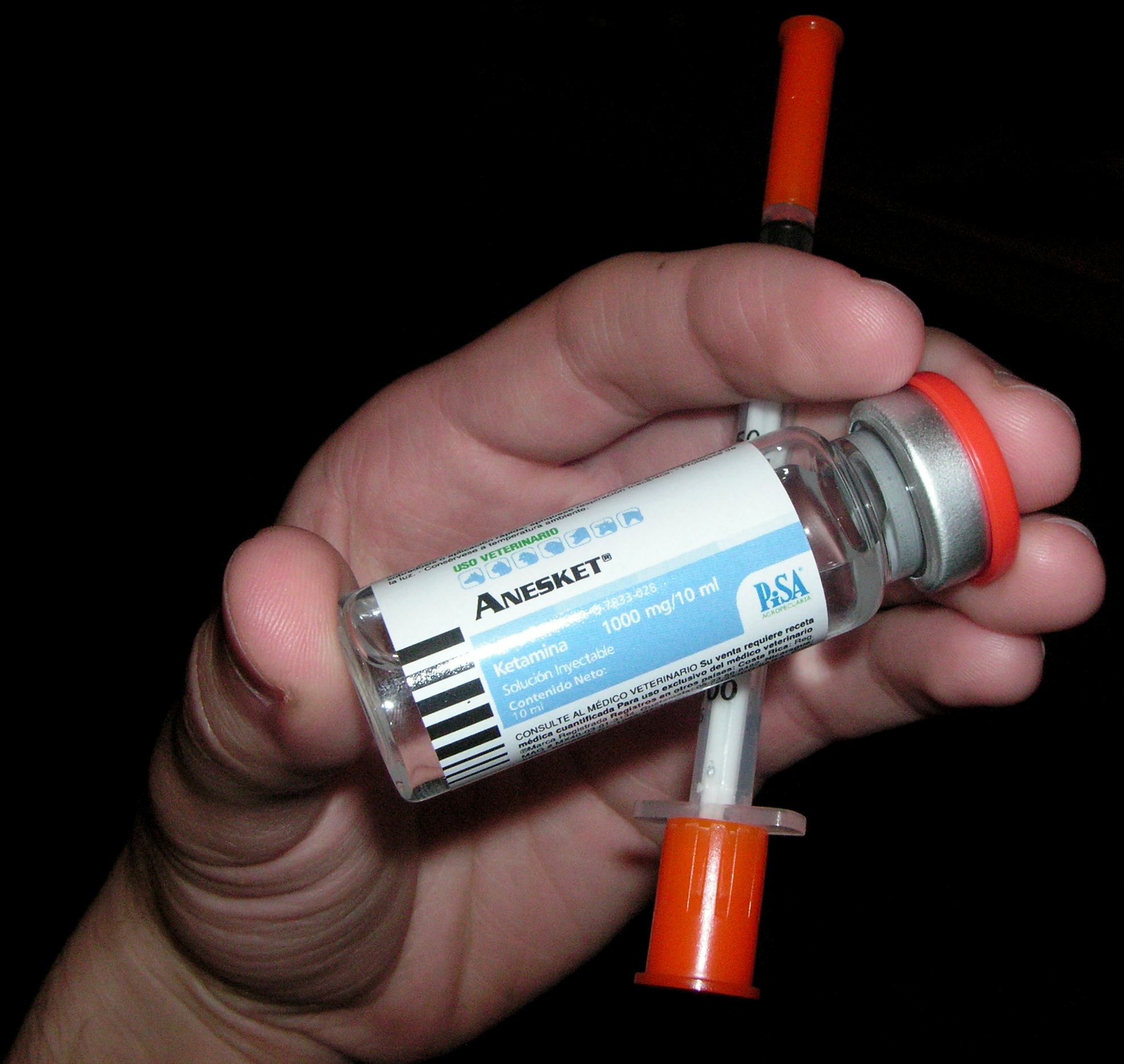
Un flaconcino da 10 ml (pari a 1000 mg) di ketamina

La ketamina è ampiamente utilizzata per interventi chirurgici, in genere di breve durata, soprattutto in campo pediatrico, traumatologico e in ambito veterinario. Viene anche usata per indurre l'anestesia prima di somministrare altri anestetici generali, oppure come supplemento all'impiego di altri anestetici. A titolo d'esempio viene spesso impiegata nel corso di manovre di sbrigliamento, in caso di medicazioni dolorose (ad esempio nei pazienti ustionati) e altri interventi chirurgici superficiali. Ad essa si può ricorrere nel caso di diverse manovre neurodiagnostiche (mielogrammi, ventricologrammi, punture lombari) e procedure diagnostiche e chirurgiche su occhio, orecchio, naso e bocca.

### Uso anestesiologico
La ketamina è un anestetico di carattere dissociativo.
Poiché si tratta di un anestetico in grado di sopprimere la respirazione molto meno rispetto alla maggior parte di altri anestetici disponibili, risulta ancora ampiamente usata in campo medico anestesiologico. Tuttavia, soprattutto a causa delle allucinazioni che può causare, non è generalmente utilizzata come anestetico primario, anche se può divenire l'anestetico di scelta quando non siano disponibili affidabili apparecchiature di ventilazione. La ketamina è anche uno dei pochi anestesici somministrabili per via orale, endovenosa ed intramuscolare. Il paziente sottoposto ad anestesia con ketamina, pur avendo un notevole grado di analgesia, non dorme come dopo somministrazione di tiobarbiturico o altro anestetico endovenoso. Il paziente può infatti vocalizzare suoni, presentare nistagmo, conservare i riflessi faringo-laringei e può presentare lacrimazione. Il paziente mantiene sia i riflessi oculari che quelli laringei e vede l'aumento di tutte le secrezioni (saliva, lacrime, secrezioni tracheo-bronchiali). In alcuni casi per questo motivo si preferisce associare un farmaco capace di ridurre il flusso salivare, come ad esempio l'atropina. La ketamina può causare intensa attività onirica e, come già detto, talvolta psicosi allucinatoria. Al risveglio il paziente deve recuperare gradatamente l'orientamento spazio-temporale e trovarsi in assenza di stimoli che potrebbero provocare allucinazioni. Le allucinazioni possono essere prevenute da una precedente somministrazione di una benzodiazepina, cui può associarsi la acepromazina, il droperidolo, la xilazina, il butorfanolo, la medetomidina ed il propofol.
È stato dimostrato a livello sperimentale che neuroni coltivati in vitro in condizioni di anossia sopravvivono per più tempo rispetto ad altre colture campione non trattate con la suddetta sostanza. C'è ragione di pensare che l'organismo sfrutti molecole con azione simile in condizioni d'arresto cardiaco per preservare l'integrità del sistema nervoso centrale e periferico.

#### Dosi terapeutiche
- Anestesiologia: dose di induzione negli adulti per via endovenosa: la dose iniziale può variare da 0,5 mg/kg a 1,5 mg/kg in termini di ketamina base. Per via intramuscolare: dose iniziale 4–6 mg/kg. Nei bambini per via endovenosa, il dosaggio può variare da 1 mg/kg a 2 mg/kg, sempre in termini di ketamina base.
- Sedoanalgesia: negli adulti per via endovenosa il dosaggio è di 1–2 mg/kg iniziali e quindi 0,5–1 mg/kg in boli ripetuti. Per via intramuscolare 2,5–5 mg/kg. Va tenuto presente che la via intramuscolare oltre ad essere più lenta e richiedere dosaggi maggiori, è anche gravata da un maggior numero di effetti indesiderati.

### Uso psichiatrico
Nei primi anni duemila, furono notate quasi per caso le proprietà antidepressive della ketamina nei pazienti in cui veniva utilizzata come anestetico. Da allora numerosi studi sono stati condotti, che hanno confermato la notevole efficacia di dosi subanestetiche e suballucinogeniche di ketamina (alle dosi utilizzate genera una lieve sedazione che perdura alcune ore), che è in grado di generare consistenti (si stima un miglioramento dei sintomi almeno doppio a quello generato mediamente dai classici antidepressivi) e rapidi (poche ore contro le settimane richieste dai classici antidepressivi monoaminergici) e persistenti (alcune settimane a seguito di una singola somministrazione) effetti antidepressivi e antisuicidari.
Un'ampia letteratura scientifica riporta studi in cui viene usata per trattare il disturbo depressivo. La ketamina è un antagonista non selettivo ad alta affinità per il recettore N-metil-D-aspartato (NMDA), essa viene comunemente usata in ambito pediatrico e in veterinaria. Ha trovato un largo uso come sostanza psicotropa per le sue attività eccitanti ed allucinogene. L'interesse all'uso della ketamina come un antidepressivo, nasce per la sua azione molto rapida e perché non agisce sui recettori monoamminergici "classici"; oltre che aumentare la risposta alla terapia elettroconvulsiva, inoltre, potenzialmente potrebbe avere anche un ruolo come anestetico chirurgico elettivo nei pazienti depressi. Il limite di questa terapia è dato dal fatto che la ketamina dà risultati clinici temporanei, che scompaiono dopo giorni o poche settimane, pur con alcune eccezioni segnalate da alcuni autori. Verosimilmente essa sarà il capostipite di una nuova classe di farmaci da sintetizzare e studiare.

### Effetti collaterali e indesiderati
Se somministrata da medici qualificati professionisti, la ketamina è generalmente sicura.  Anche in questi casi però si può incorrere in effetti collaterali quali:
- Sistema cardiovascolare: ritmi cardiaci anormali, frequenza cardiaca lenta o accelerata, ipertensione o ipotensione.
- Sistema nervoso centrale: viene evitata nei pazienti con o a rischio di ipertensione endocranica, perché può causare un aumento della pressione intracranica.[46]
- Pelle: arrossamento transitorio della pelle, eruzione cutanea simile al morbillo.
- Gastrointestinale: riduzione dell'appetito, nausea, aumento della salivazione, vomito.
- Locale: dolore, eruzioni cutanee.
- Neuromuscolare e scheletrico: aumento del tono muscolare scheletrico con comparsa di movimenti tonici e clonici, simili alle convulsioni (movimenti tonico-clonici).
- Oculare: doppia visione, aumento della pressione intraoculare, movimenti oculari involontari, visione a tunnel.
- Respiratorio: ostruzione delle vie aeree, apnea, aumento delle secrezioni bronchiali, depressione respiratoria, spasmi delle corde vocali (laringe).
- Altro: anafilassi, dipendenza, delirio.

Dosaggi sub-anestetici possono portare effetti tipici di una sostanza dissociativa, forti allucinazioni visivo-auditive definite come "di pre-morte", con la percezione di "entità disincarnate", apparenti visioni del futuro (flashforward) e vista del proprio corpo dall'esterno. Nella fase di risveglio il paziente può provare eccitazione che si caratterizza per sogni vividi (piacevoli o spiacevoli), associati o meno ad attività psicomotoria, che si manifesta con sintomi di confusione mentale e comportamento irrazionale.
La ketamina è controindicata nei soggetti con ipersensibilità nota al principio attivo oppure ad uno qualsiasi degli eccipienti della formulazione farmaceutica. È inoltre controindicata nella gravidanza ed in particolare nelle pazienti affette da eclampsia o pre-eclampsia. Il suo uso è relativamente controindicato nei pazienti affetti da ipertensione arteriosa, broncopneumopatia cronica ostruttiva e con disturbi psichici, a meno che i benefici non superino i rischi. Il suo uso è inoltre sconsigliato nei soggetti che soffrono di epilessia o di patologie cardiovascolari.

## Uso ricreativo
(Jensen 2004: 24)
La ketamina è una sostanza apparentemente simile all'acqua (liquida, incolore e inodore) e che viene ingerita o iniettata (essendo l'unico anestetico che può essere iniettato per via sia endovenosa sia intra-muscolare); nella maggior parte dei casi viene riscaldata (disseccazione) per ottenere una polvere biancastra da inalare.
A differenti dosaggi e modalità di assunzione corrispondono tanto effetti quanto rischi differenti. I primi vanno da una leggera stimolazione, all'euforia tipica di un'ubriacatura alcoolica, fino a uno stato dissociativo forte che conduce ad allucinazione intensa. In quest'ultimo caso, l'esperienza ketaminica, un po' come l'attività onirica, si caratterizza per il fatto che è rivolta in misura variabile verso una “realtà interiore”. L'effetto dissociativo riportato è conosciuto in ambito medico come “stato di emersione” o di “ingresso in un'altra realtà”, e definito in termini di dimensione trans-personale di coscienza, dissoluzione estatica dell'Io, Near-Death Experience o Out-of-Body Experience. Per questo, la ketamina è spesso definita come sostanza “enteogena”.
Gli effetti sopra indicati possono essere valutati come positivi o negativi dal soggetto, sia sulla base del contenuto dell'esperienza sia sulla sua elaborazione, ma soprattutto su quelle che erano le sue aspettative relative all'assunzione. Così un'esperienza dissociativa può avvenire in quanto consapevolmente ricercata, ma anche per un errore nel dosaggio o, più in generale, per una scarsa conoscenza della sostanza. Esistono poi una serie di effetti negativi conseguenti all'assunzione quali ronzio nelle orecchie, tachicardia, progressiva riduzione delle capacità motorie e percettive, tremori, nausea, vomito, sudore, riduzione della memoria e della concentrazione.
La ketamina può tuttavia produrre anche una serie di complicazioni nel lungo periodo, legate soprattutto alla sua capacità di indurre alta tolleranza e forte dipendenza psichica. Altri possibili effetti collaterali derivanti dall'uso prolungato sarebbero ansia, attacchi di panico, flash-back, depressione, insonnia, paura del buio; così come la slatentizzazione di vari sintomi della sfera psicotica quali dispercezioni o deliri a sfondo persecutorio. L'uso prolungato può portare anche a cistiti, calcoli renali, possibili alterazioni della memoria e della capacità d'apprendimento, sulla cui reversibilità non vi è accordo in letteratura.
John Lilly e David Woodard (tra gli altri) hanno scritto molto sulle proprie esperienze psiconautiche con la ketamina.

### Traffico
Le proprietà psichedeliche della ketamina furono presto apprezzate negli USA anche fuori dal contesto strettamente clinico già nel '67-'68. Dopo l'approvazione e la diffusione del farmaco, tanto il personale ospedaliero quanto i pazienti coinvolti negli esperimenti iniziarono a usarla, spesso in casa, e a parlarne con gli amici. D'altra parte essa fu presto trasportata sulle costa della Florida dagli stessi sanitari e così venduta anche come droga da strada con il nome di “rockmesc”.
La seconda fase della sua diffusione, compresa tra gli anni '80 e '90, ha invece visto la fuoriuscita della ketamina da quei circoli ristretti verso la club culture europea. I rilievi dello European Monitoring Centre for Drugs and Drug Addiction (Emcdda 2002) segnalano ad esempio come già nel '98, uno studio condotto su 200 clubber londinesi rivelò come il 40% avesse già usato ketamina e il 10% fosse intenzionato a farlo nello stesso week-end seguente alla rilevazione. Nel rapporto vengono anche esposti una serie di dati che testimoniano un consistente aumento nei sequestri di ketamina in molti Paesi europei alla fine degli anni '90.
Nella terza fase, quella della diffusione globale in corso dal 2000, oltre a un ulteriore radicamento nei circuiti dance, il dato principale è costituito dall'esplosione del mercato asiatico. Il rapporto 2011 dell'International Narcotic Board Control (Inbc), segnalando la difficoltà nel contrastare il traffico di sostanze su cui non vi sia una disciplina comune a livello internazionale, illustra alcuni dati:
(Inbc 2011: 73)
Non vi sono a oggi testimonianze di ketamina auto-prodotta dai consumatori. La ketamina in circolazione proviene dalle produzioni delle case farmaceutiche o da laboratori clandestini che possano contare su personale specializzato.
A differenza che in altri Paesi europei, sembra che l'uso ricreativo di ketamina sia penetrato significativamente in Italia a metà degli anni '90 attraverso i circuiti rave underground. In crescita costante a partire dagli anni 2000, il consumo ha subìto una significativa impennata in particolare nell'ultimo decennio, tanto da estendersi anche ai contesti del divertimento commerciale, che, a differenza che in altri Paesi come l'Inghilterra, non erano ancora stati investiti dal fenomeno (Vidotto Fonda 2013).